# Simone M. Müller
Simone M. Müller (* 1982; auch Simone Müller-Pohl) ist eine deutsche Historikerin mit dem Schwerpunkt Umweltgeschichte und Professorin an der Universität Augsburg.
Müller studierte in Würzburg bis zum Staatsexamen und M.A. Englisch und Geschichte, besonders American Studies. Dann studierte sie an der FU Berlin und promovierte dort 2012 bei Michaela Hampf and Sebastian Conrad mit der Dissertation The Class of 1866 and the Wiring of the World. Telegraphic Networks in Maritime Space, 1858–1914. Nach Lektorenstellen in Berlin und Freiburg/B. arbeitete sie von 2016 bis 2023 am Rachel Carson Center for Environment and Society der DFG Emmy-Noether Research Group. Im Jahr 2021 habilitierte sie sich an der LMU München über den globalen Müllhandel. Seit 2023 ist sie Heisenberg-Professorin der DFG für Globale Umweltgeschichte und Environmental Humanities in Augsburg.
Mit „The Toxic Ship“ beleuchtet Müller die Geschichte des Schiffs Khian Sea, das in den 1980er Jahren giftige Abfälle über Jahre hinweg auf den Weltmeeren transportierte. Das Buch analysiert die wirtschaftlichen, politischen und ökologischen Dimensionen des globalen Müllhandels und seine Auswirkungen. Dafür erhielt sie den Harold & Margaret Sprout Award der International Studies Association (ISA) in der Kategorie Environmental Studies sowie den Hagley Prize der Business History Conference (BHC) und des Hagley Museum and Library.

## Schriften
- Historischer Fallout. In: APZ. Bundeszentrale für politische Bildung, 28. März 2025, abgerufen am 4. Mai 2025.
- Nur noch kurz die Welt retten. Umweltgeschichte und die Herausforderungen der Gegenwart / Just a Moment to Save the World. Environmental History and the Challenges of the Present. In: Geschichte und Gesellschaft. Band 50, Nr. 1, 1. März 2024, ISSN 0340-613X, S. 194–212, doi:10.13109/gege.2024.50.1.194.
- The Toxic Ship – The Voyage of the Khian Sea and the Global Waste Trade, Washington UP, Washington 2023, ISBN 978-0295751832.
- Toxic Timescapes. In: Ohio University Press. Hg. mit May Brith Ohman Nielsen, 2023, abgerufen am 5. Mai 2025 (amerikanisches Englisch).
- Wiring the world: the social and cultural creation of global telegraph networks. Columbia University Press, New York 2016, ISBN 978-0-231-17432-9.
- mit Michaela Hampf (Hg.): Global Communication Electric. Actors of a Globalizing World. Frankfurt: Campus 2013. ISBN 978-3-59339953-9.
- The Transatlantic Telegraphs and the Class of 1866. Transnational Networks in Telegraphic Space, 1858 – 1884/89. In: Historical Social Research. Nr. 35.1, 2010, S. 237–259 (academia.edu).

## Einzelbelege
1. ↑  Hagley Prize in Business History | The Business History Conference. Abgerufen am 5. Mai 2025.
2. ↑  „The Toxic Ship“ erhält zwei Forschungs-Preise. Archiviert vom Original am 22. März 2025; abgerufen am 4. Mai 2025 (deutsch).
3. ↑  The Toxic Ship: The Voyage of the Khian Sea and the Global Waste Trade. Hagley Museum and Library, Wilmington, Delaware, 18. März 2025, abgerufen am 5. Mai 2025 (englisch).

| Personendaten    | Personendaten         |
| ---------------- | --------------------- |
| NAME             | Müller, Simone M.     |
| ALTERNATIVNAMEN  | Müller-Pohl, Simone   |
| KURZBESCHREIBUNG | deutsche Historikerin |
| GEBURTSDATUM     | 1982                  |